# Eremalauda dunni
La alondra de Dunn (Eremalauda dunni) es una especie de ave passeriforme de la familia Alaudidae. Habita en partes de los desiertos del Sáhara y Arabia. Existen dos subespecies: E.d. dunni en el Sáhara y E.d. eremodites en Arabia. La especie Spizocorys starki que habita en África del sur es a veces catalogada dentro del género Eremalauda, pero en obras como Aves del Mundo lo incluyen dentro del género Spizocorys.

## Descripción
Es una ave corpulenta con una cabeza grande y alas anchas. Mide unos 15 cm de largo con una envergadura de 25 a 30 cm. La parte superior es de un tono marrón arenoso con rayas oscuras. La zona inferior es blancuzca con franjas oscuras en el pecho. Tiene una raya pálida sobre el ojo y un anillo ocular pálido. La cola es corta, ancha y de color negro mientras la parte superior es negra con plumas marrones y las plumas exteriores son pálidas. El pico es grande, pesado y de un color rosáceo suave o amarillento. Después que mudan, devienen gradualmente en colores sosos y oscuros culminando en un plumaje con apariencia desgastada.
Su llamada es un trino chirriante con silbidos cortos. Los machos cantan durante el vuelo o en tierra, a 30 metros o más de la superficie.

## Hábitat y distribución
Habitan en áreas planas y áridas con vegetación ligera como hierba y arbustos.
En África, la especie se distribuye por Mauritania a través de Malí y Níger y de Chad a Sudán. En Oriente Medio anida en Arabia Saudí y Omán aunque ocasionalmente lo hacen en Jordania e Israel e inclusive en Yemen y en la Península del Sinaí. Algunos especímenes vagabundos han sido vistos en Chipre, Siria, Líbano, Kuwait, Catar y los Emiratos Árabes Unidos.

## Comportamiento

### Alimentación
La dieta se compone principalmente de semillas e insectos. Se alimentan en tierra y a veces cavan para alimentarse. Normalmente lo hacen en grupo fuera de la estación de cría, trasladándose según las lluvias.

### Reproducción

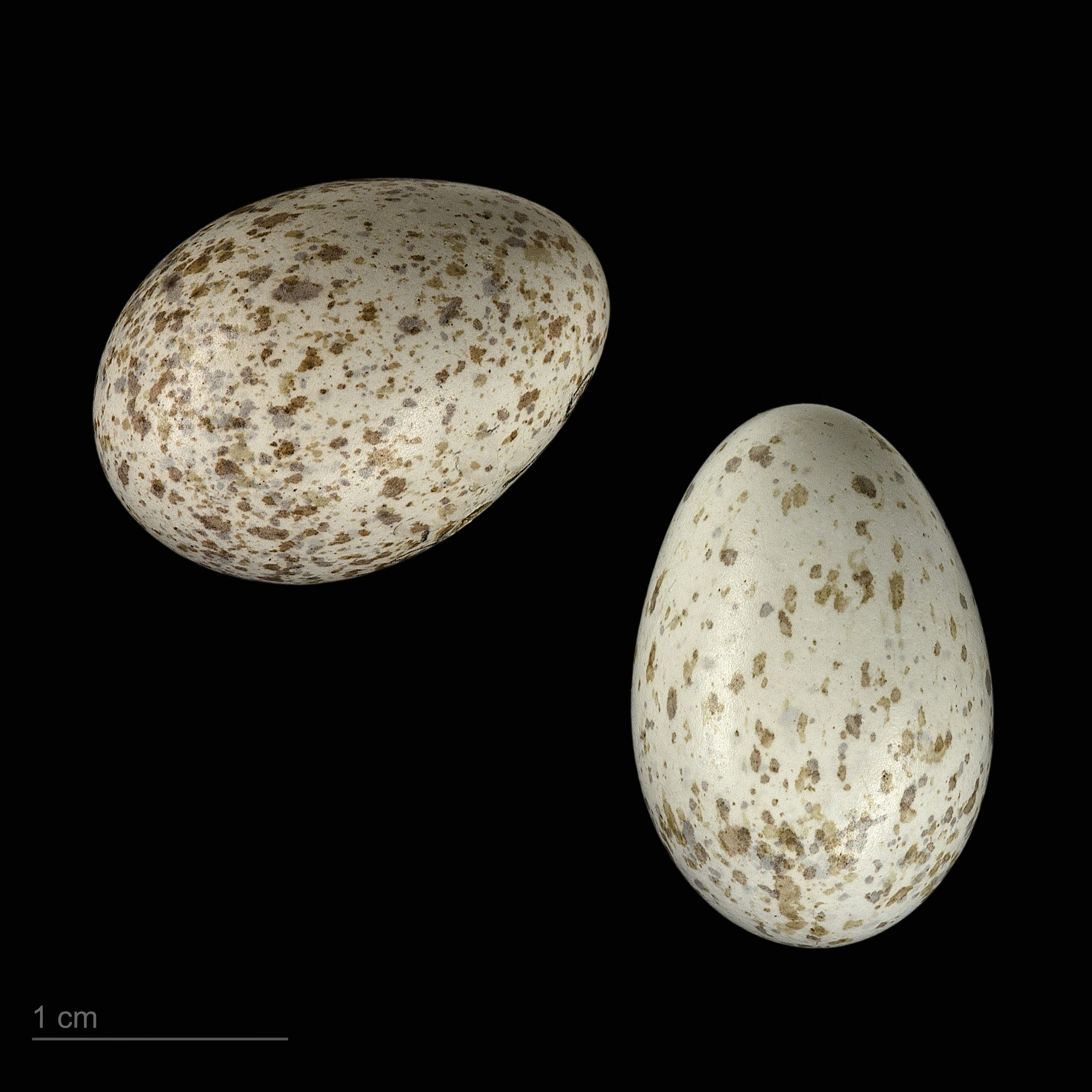
Eremalauda dunni - (MHNT)

El nido es un hoyo en la tierra cubierto de vegetación. Pone de dos a tres huevos e incubando entre 13 y 16 días. Son blancos con puntos de colores negruzcos y lavanda.